# 아이 러브 유 (2024년 드라마)
아이 러브 유(Eye Love You)는 2024년 1월 23일부터 2024년 3월 26일까지 방송된 일본 TBS 화요드라마다. 1월 24일부터 채널J에서도 방송된다.
니카이도 후미의 상대 역에 한국 배우를 기용한 최초의 일본 민방의 연속 드라마이다.

## 개요
눈이 마주친 상대방의 마음의 목소리가 들리는 능력을 가진 주인공이 연하의 한국 남자와 사랑에 빠지는 판타지 러브스토리다.

## 출연

### 주요 인물
- 채종협 - 윤태오 역, 한국 유학생.
- 니카이도 후미 - 주인공 모토미야 유리 역, 돌체 & 초콜릿의 사장.

### 돌체 & 초콜릿 직원
- 나카가와 타이시 - 하나오카 아키토 역, 전무 이사이며 공동 설립자.
- 야마시타 미즈키 - 이케모토 신히로 역, 쇼콜라티에이며 공동 설립자.
- 고리켄 - 카메이 시게오 역, 총무·경리 담당.
- 나루미 유이 - 니시나 아스카 역, 홍보 담당.
- 현리 - 민현아 역
- 시미즈 히로야 -
- 타테카와 시라쿠 -
- 스기모토 텟타 -